# حشره‌خوار درختی نگارین
حشره‌خوار درختی نگارین(نام علمی: Tupaia picta) نام یک گونه از تیره حشره‌خوار درختی سنجابی است.